# Olof Hindrik Larsson
Olof »Olle« Hindrik Larsson, švedski veslač, * 21. junij 1928, Torsö, † 13. januar 1960, Trollhättan.
Poleg osvojene srebrne medalje z Olimpijade 1956 je bil Olle Larsson tudi član švedskega osmerca, ki je na istih Olimpijskih igrah osvojil četrto mesto.